# Harma van Kreij
Harma van Kreij (Geijsteren, 11 november 1993) is een Nederlandse handbalster die uitkomt in de Sloveense competitie voor RK Krim.